# Pietro Aretino
Pietro Aretino (també Pietro Aretí o l'Aretí) (Arezzo, 20 d'abril de 1492 - Venècia, 21 d'octubre de 1556) va ser un poeta, escriptor i dramaturg italià.
Conegut principalment pels seus escrits llicenciosos (sobretot pels seus Sonets luxuriosos), també va signar obres moralitzadores que el van congraciar amb l'ambient cardenalici que va sovintejar. És un dels intel·lectuals més representatius de l'esperit renaixentista italià i una de les figures que millor mostren la superació de la visió teològica i ètica medievals. Els seus escrits sobre art, i especialment sobre Ticià, van propiciar múltiples encàrrecs i van incidir en el prestigi internacional d'aquest pintor.

## Infància
Es desconeix com va ser la seua infància, llevat que va nàixer la nit entre el 19 i el 20 d'abril de 1492 i que era el fill d'un sabater anomenat Lucca (el seu cognom potser era «del Tura») i d'una prostituta, Margherita dei Bonci, anomenada Tita, que també servia de model per a pintors i escultors. El cognom d'Aretí amb el qual se'l coneix, és en realitat el gentilici de la seua ciutat natal, Arezzo. De fet, sovint se l'anomena simplement com L'Aretí.

### Fill de cortesana, ànima de rei
A Pietro Aretí li agradava definir-se així: Figlio di cortigiana, con anima di re («Fill de cortesana amb ànima de rei»).
En la seua «Correspondència» va escriure:
| « | Diuen que sóc fill de cortesana; això no em fa dolent; no obstant tinc l'esperit d'un rei. Jo visc lliure, em divertisc i, per tant, puc dir-me feliç. Les meues medalles estan foses amb tots els metalls i tots els materials. La meua efígie està exposada enfront dels palaus. S'esculpeix el meu cap en bustos, en medallons, sobre el marc dels espills, com es fa amb Alexandre, Cèsar, Escipió. Alguns gots de vidre s'anomenen gots aretins. Una raça de cavalls ha pres el meu nom perquè el papa Climent va regalar-me'n un. El rierol que creua per ma casa s'anomena l'Aretí. Les meues dones volen que les anomenen Aretines. Finalment, es diu "estil aretí". Els pedants poden morir de ràbia abans d'aconseguir tant d'honor. | » |

## Joventut

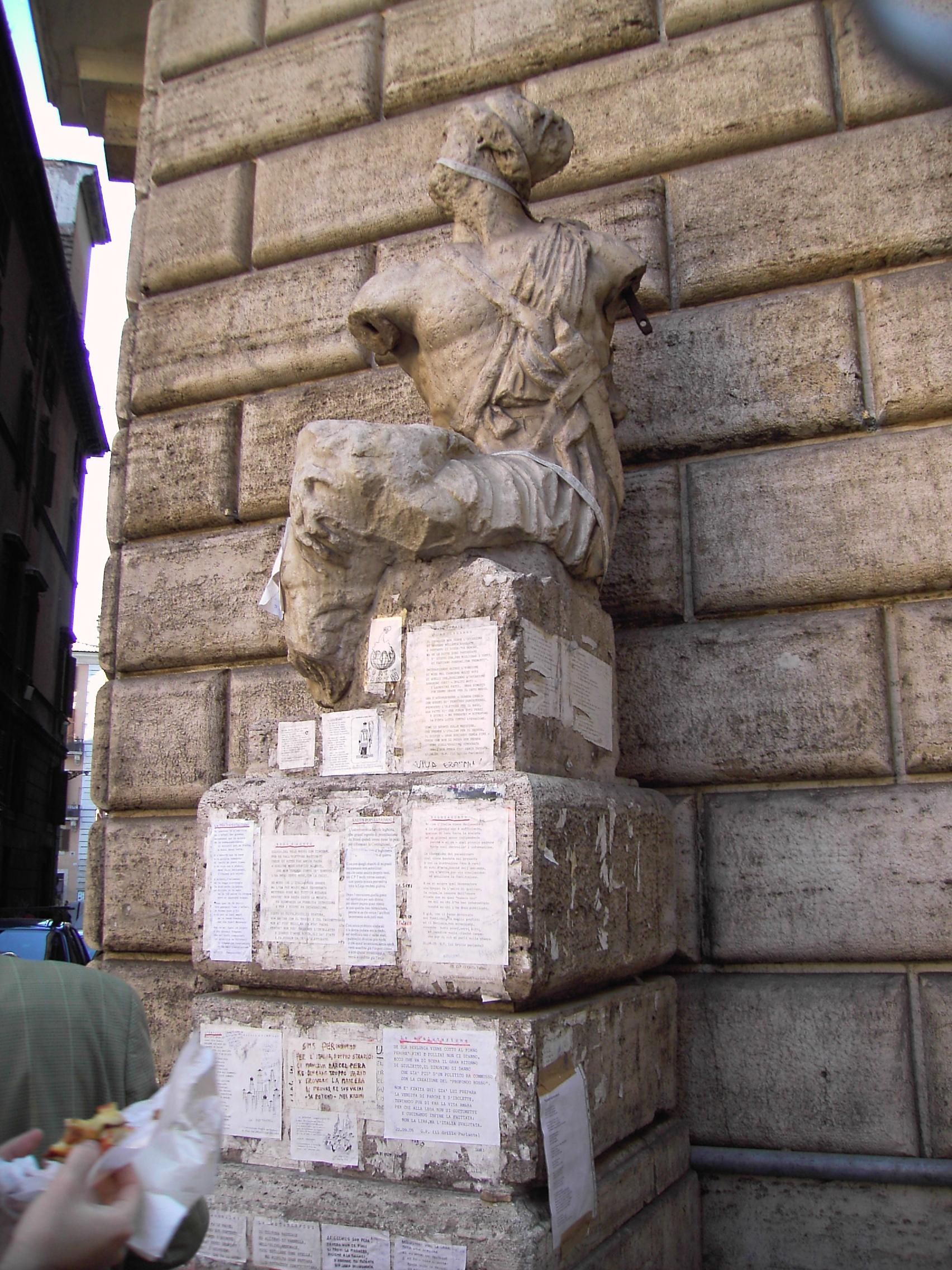
Estàtua d'Il Pasquino (foto de 2005), on Aretí va col·locar les seues primeres obres satíriques

Als catorze anys aproximadament es va traslladar a Perusa, on va estudiar pintura i després va freqüentar la Universitat local.
Es va instal·lar a Roma l'any 1517 gràcies a la protecció del banquer Agostino Chigi. S'hi va posar al servei del cardenal Juli de Mèdici  i va arribar a freqüentar també la cort del papa Lleó X. Durant el conclave de 1522 s'hi trobava a Roma, i va ser llavors quan probablement va escriure una de les seues primeres obres: les Pasquinades, en forma de sàtires anònimes contra la cúria que va fixar en la imatge d'Il Pasquino (estàtua romana on tradicionalment es col·loquen libels).
El nou papa va ser Adrià VI, a qui Aretí va posar-li el sobrenom de la tinya alemanya (pel seu origen estranger, nord-europeu, tot i que en realitat era holandès). Llavors Aretí va abandonar Roma i va viatjar per Itàlia. A Màntua va entrar al servei de Giovanni dalle Bande Nere.
Va tornar a Roma en 1523, quan va ser elegit nou papa Climent VII: aviat recuperarà la notorietat que havia tingut en la seua anterior estada. La seua vida en aquest segon període romà no serà, ni de bon tros, tranquil·la.

## Sonets luxuriososiLa cortesana
Durant aquests anys romans va compondre els Sonetti lussuriosi («Sonets luxuriosos»), inspirats pels gravats eroticopornogràfics del pintor Marcantonio Raimondi sobre dibuixos de Giulio Romano; en el mateix període va escriure l'obra teatral La cortigiana («La cortesana)», comèdia ambientada en les dates anteriors al Saqueig de Roma i paròdia d'Il cortegiano («El cortesà») de Baldassarre Castiglione.

## Venècia
Les seves males relacions amb el Vaticà el van obligar a abandonar la capital al març de 1527 per instal·lar-se a Venècia, ciutat amb fama llavors de ser molt dissoluta. Hi transcorrerà la resta de la seva vida, escrivint-hi i publicant-hi la major part de les seues obres.
És cèlebre una descripció seua: un capvespre a Venècia, on es descriuen els tons càlids de les últimes llums del sol i els perfils boirosos. Acaba el text preguntant-se: «per a pintar açò, on ets, Ticià?»
L'Aretí va morir el 21 d'octubre de 1556, presumiblement per apoplexia. Tanmateix, algun autor defensa «que va morir d'un fogot per riure's massa».

## Epitafi
Alguns historiadors de la literatura asseguren que Pietro Aretí va ordenar (sense que se li obeïra) gravar sobre la seua tomba la inscripció següent: 
| « | Aquí jau Aretí, poeta toscà, de tots va parlar malament, excepte de Crist, excusant-se amb la raó: «no el conec» | » |

## Obres principals

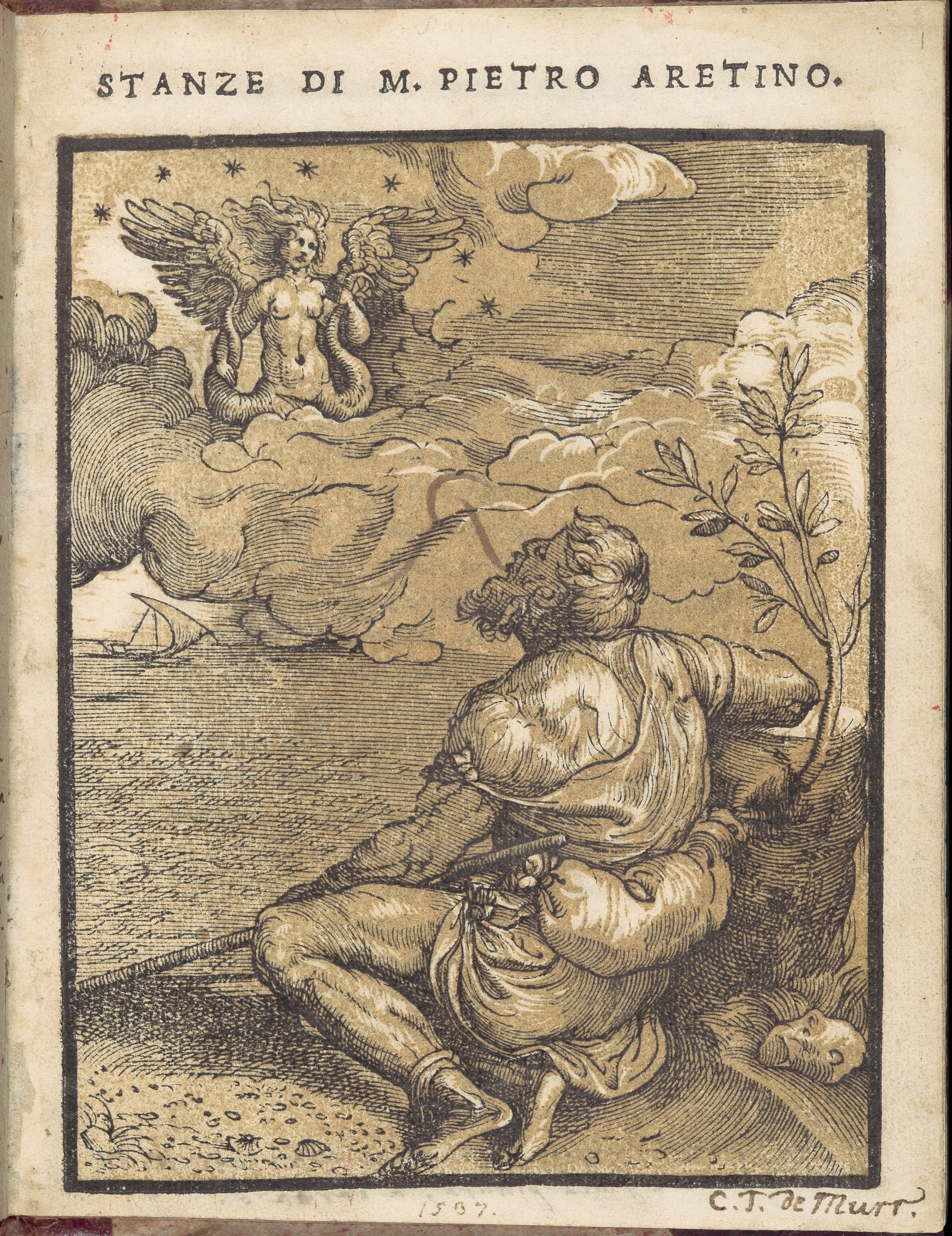
Stanze di Pietro Aretino, 1537

- Sonetti lussuriosi («Sonets luxuriosos»)
- Dubbi amorosi («Dubtes amorosos»)
- Lettere
- Ragionamenti
- Orlandino

Comèdies:
- Fraza
- La cortigiana
- Il marescalco
- La talanta
- L'ipocrito
- Il filosofe

Tragèdies:
- Orazia